# Derek Jacobi
Sir Derek George Jacobi, Kt, (* 22. října 1938 Londýn) je britský herec, v roce 1994 povýšený do rytířského stavu za přínos divadlu.

## Biografie
Vystudoval Univerzitu v Cambridgi a záhy poté začal působit v divadle. Pro film ho objevil známý britský herec a režisér Laurence Olivier, který mu svěřil roli Cassia ve svém filmu Othello (1965). Přes stoupající renomé v hereckém světě si nicméně musel počkat na výrazný veřejný úspěch až do roku 1976, kdy BBC uvedla televizní seriál Já, Claudius, ve kterém ztvárnil hlavní roli římského císaře Claudia.
Derek Jacobi je jedním z iniciátorů internetové petice „Declaration of Reasonable Doubt About the Identity of William Shakespeare“ („Vyhlášení oprávněné pochybnosti o totožnosti Williama Shakespeara“), kterou 14. dubna 2007 vydala Shakespeare Authorship Coalition. Tato společnost se zasazuje o uznání legitimity pochyb o autorství děl připisovaných Williamu Shakespearovi a o eventuální připsání tohoto autorství jiné osobě z doby anglické královny Alžběty I. V roce 2011 přijal Jacobi roli vypravěče ve filmu Rolanda Emmericha Anonym (Anonymous), který podporuje teorii o autorství Edwarda de Vere, 17. hraběte z Oxfordu.
Jacobi žije v registrovaném partnerství s Richardem Cliffordem.

## Filmografie
- 1965 Othello (Cassio), britská verze z roku 1965, titulní role Laurence Olivier, režie Stuart Burge
- 1974 Spis Odessa (Klaus Wenzer), podle stejnojmenného románového thrilleru Fredericka Forsytha
- 1976 Já, Claudius (Claudius), podle stejnojmenného historického románu Roberta Gravese
- 1980 Inspektor Beck v Budapešti (titulní role Martina Becka), podle románu Sjöwallová, Wahlöö: Muž, který se vypařil
- 1999 Jindřich V. (vypravěč)
- 2000 Gladiátor (Gracchus)
- 2006 Underworld: Evolution (Corvinus)
- 2007 Pán času (profesor Yana)
- 2010 Králova řeč (Cosmo Gordon Lang, arcibiskup canterburský)
- 2011 Anonym (vypravěč)
- 2011 Ironclad (Reginald de Cornhill)
- 2013 Jízlivě tvůj (Stuart Bixby)
- 2024 Gladiátor II (Gracchus)